# ヒクソス

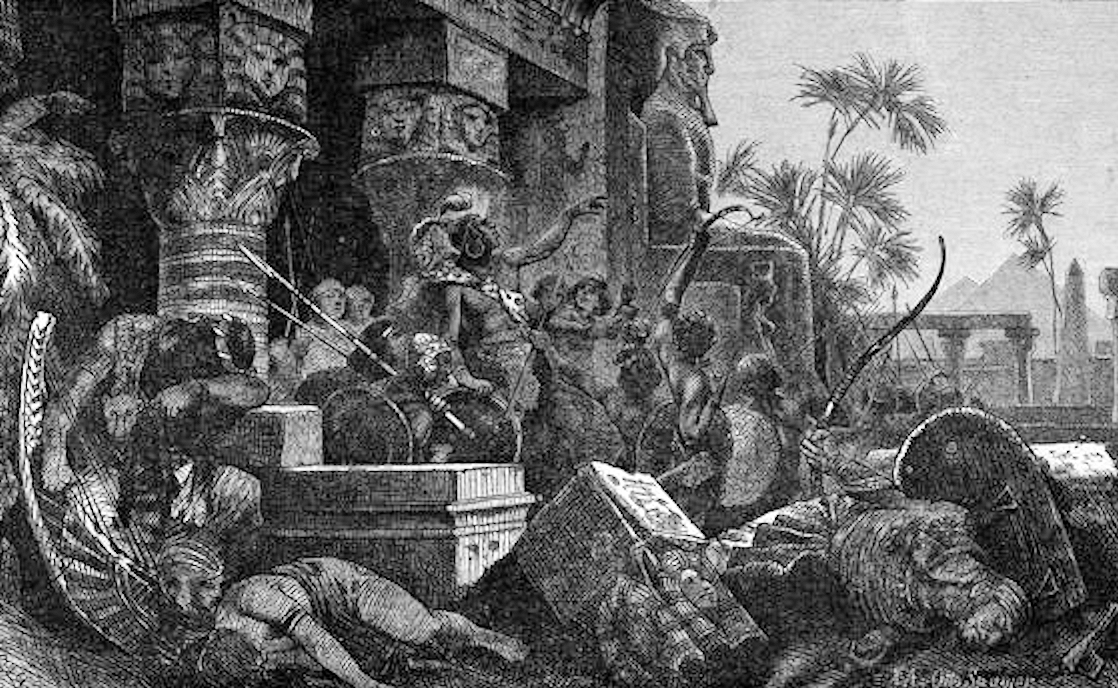
ヒクソス

ヒクソス（Hyksos）は古代のエジプト第2中間期と呼ばれる時代に登場し王朝を作った人々。彼らはシリア・パレスチナ地方に起源を持つ雑多な人々の集団がエジプトへ侵攻したものだったと考えられている。
トリノ王名表によれば6人のヒクソス王が108年間在位したと伝えられている。マネトの記録において第15王朝の王も6人とされており、一般に「ヒクソス」「ヒクソス政権」などと表現した場合、この第15王朝を指す。
ただし、第15王朝を大ヒクソス、第16王朝を小ヒクソスと呼ぶ場合もある。この第16王朝についてはテーベのエジプト第13王朝の後継政権であるとする近年の説がある。
ヒクソスと言う呼称は「異国の支配者達」を意味する古代エジプト語の「ヘカウ・カスウト」のギリシア語形に由来する。
ヘカウ・カスウトはしばしば誤って「羊飼い・牧人の王達」などと訳されることがある。

## ヒクソスの起源
ヒクソスがどのような起源を持つのか、と言う問題はエジプト学における未解決の問題である。ヒクソスの権力掌握の過程を語る史料は1500年も後のマネトによる記録しかなく、ヒクソス関係の後代の史料は全て、外国人に対する偏見を強調する余り、酷く歪曲されている。
ヘカウ・カスウトという単語は、元来は字義通り外国人の首長、特にアジア人のそれを指す言葉として使用されていた。中王国時代に作られ、ベニ・ハサンに残る墳墓には、「異国の首長（ヘカウ・カスウト）アビシャイ」が37人のアジア人を率いてエジプトへ産物を運ぶ光景を描いたものがある。この単語が、エジプトを支配する異民族を指す呼称となったのは、実際にエジプトを支配するようになった異民族達がヘカ・カスウトの語を一種の尊称として使用するようになってからである。
エジプトを支配したいわゆる「ヒクソス」がどのようにして形成された集団であるのか、詳細には分からない。かつてエジプト学者ヴォルフガング・ヘルクを始め、何人かの学者はヒクソスとフルリ人を結びつけた議論を展開した。それは主に第2中間期の層から発見される土器が、北シリアで発見されるハブール土器やヌジ土器といったフルリ人と関連付けられる土器と同様の装飾を施されていたこと等を論拠としている。
フルリ人の概要、およびハブール土器、ヌジ土器についてはフルリ人の項目を参照
しかし、エジプト側で発見されている土器はハブール土器ともヌジ土器とも異なるタイプのものであり、ただ同じような装飾を施しているという点からヒクソスとフルリ人の関係を想定するのは困難であった。また、ヒクソスの人名はほぼセム語系といってよく、言語学的にヒクソスとフルリ人を結びつけるのも不可能であり、現在ではヒクソスとフルリ人とを関連付けた説は退けられている。インド・ヨーロッパ系の民族であるという想定がなされたこともあったが、やはり過去の説である。

### 「アジア人」との関連性
ヒクソスとの関係が明白なのは同時代のシリア・パレスチナ地方にいた西セム系の人々である。ヒクソスの人名には明らかに西セム語の要素（ヤコブ等）が見られ、またヒクソスの時代と前後してアナトやバアルと言ったシリア地方の神がエジプトに持ち込まれており、ヒクソスと「アジア人」の繋がりを想定させるものは多い。ヒクソス時代の遺跡から発見される彼らの物質文化はレヴァントの文化とエジプトの文化の特徴が混合したものである。神殿の建築や土器、金属加工製品の形式などはシリア・パレスチナ地方のそれと類似しているが同一ではない。ロバの犠牲などの儀式が行われた事もわかっており、このような習慣はパレスチナ地方でも見られる。
このような点から今日しばしばヒクソスは「アジア系の異民族」などと説明される場合が多い。ただし、詳細についてまだ不明な点が数多くあることは留意する必要がある。

### クレタとの関係
ヒクソスの活動とクレタとの関係は今日非常に注目されている要素である。これはアヴァリスの遺跡（テル・アル＝ダバア遺跡）で、クレタ島のクノッソス宮殿に類似した「牛とび」を描いた壁画の破片が発見されたことと、クノッソスで発見された第15王朝の王キアンのカルトゥーシュ名を記したアラバスター製水差しの蓋の存在によって、ヒクソスとクレタ文化圏の間に交渉があったことが明らかとなったためである。特にアヴァリスで発見された壁画は、単なる模倣というよりはクレタ文化圏の人々がこの時期のエジプトに移住していたことを示していると考えられている。

## 歴史

### ヒクソス以前
歴史記録から確認できる範囲では、セム系民族とエジプト人の接触は初期王朝時代まで遡る事ができる。[57]紀元前3000年頃に製作されたマグレガーの粘土板には、「東方を攻撃した最初の機会」が記録されており、第一王朝のファラオ、デンが西アジアの敵を打つ絵が描かれている。[58]
紀元前1890年頃のセンウセレト2世の治世中、第12王朝の高官クヌムホテプ2世の墓の壁画に、贈り物を持ってファラオを訪れた西アジア出身の外国人の一行が記録されている。おそらくカナン人か遊牧民と思われるこれらの外国人は、アム（ꜥꜣmw）と称されており、ヌビアのアイベックスを連れた先頭の人物はヒクソスのアビシャと称されており、これが「ヒクソス」という名称が用いられた最古の記録である。
その後、センウセレト3世（在位：紀元前1878-1839年）の治世にさかのぼるセベク・クの石碑には、レバント地方におけるエジプト軍の最古の軍事作戦が記録されている。碑文には「王はアジア人を打倒するために北進された。陛下はセクメムという名の土地に到着した(中略)そしてセクメムは、哀れなレテヌとともに陥落した」とある。ここでのセクメム（skmm）はパレスティナのシェケムであると考えられ、「レテヌ」または「レチェヌ」は古代シリアと関連している。

### エジプト侵入
古代エジプトの伝統的な歴史認識において、ヒクソスは野蛮な侵略者と見なされていた。プトレマイオス朝時代に『アイギュプティカ（エジプト史）』を著したマネトの記録では、ヒクソス（第15王朝）による支配をエジプトを襲った災厄、異民族支配として描いている。

「トゥティマイオスの代に、原因は不明であるが、疾風の神がわれわれを打ちのめした。そして、不意に東方から、正体不明の闖入者が威風堂々とわが国土に進行して来た。彼らは、圧倒的な勢力を以て、それを簒奪し、国土の首長たちを征服し、町々を無残に焼き払い、神々の神殿を大地に倒壊した。また、同胞に対する扱いは、ことごとく残忍をきわめ、殺されたり、妻子を奴隷にされたりした。最後に彼等は、サリティスという名の王を1人、指名した。彼は、メンフィスに拠って上下エジプトに貢納を課し、最重要地点には守備隊を常駐させた。」—マネト『エジプト史（AIGUPTIAKA）』より
また、ヒクソスによる支配からエジプトを「解放」したテーベ（古代エジプト語：ネウト 現在のルクソール）政権（第17、第18王朝）が残した記録にはヒクソス支配をして「アジア人の恐怖」と呼ぶものもある。

「（中略）「人みな、アジア人の奴役のために衰え、息いを知らず。余は彼と戦い、彼の腹を引き裂かんとす。それすなわち、エジプトの救出とアジア人の殲滅を余の願いとすればなり。」かくて、最高会議に侍る高官たちの応えて曰く、「照覧あれ、アジア人の恐怖はクサエにまで（及ぶ）」と。彼ら、一様に（＝異口同音に）応えて、その舌ひきつりぬ。（後略）—カーメス王第3年の日付をもつテキストより
ヒクソスとは軍事力でもってエジプトを征服した異民族政権であるという見解は、このような古代エジプト人の記録に加えて戦車、複合弓といった「新兵器」の使用、そして上記のようなシリア・パレスチナ地方に起源を持つと考えられる習俗、人名などの存在によっている。
これに対して異なるヒクソス観を打ち立てる説が古くから出されている。まず多くのエジプト学者が言及しているように、ヒクソスに関する古代エジプト人の記録は、ヒクソスからエジプトを「解放」した政権による政治宣伝や、「アジア人」に対するエジプト人の蔑視、偏見が強く介在しており、信憑性に問題がある物が極めて多い。また、ヒクソスに関する同時代史料は後世のエジプト人による破壊のためにほとんど残されていない。そして数々の文献史料や考古学的発見によって「アジア人」のエジプト移住が、第1中間期から継続的に行われていたことが判明しているのである。学者の中には、ヒクソスによるエジプト支配は外部からの侵入によるのではなく、エジプト内部での単なる政権交代に過ぎないとする説を唱える者もあり、広い支持を得ている。
実際に当時の僅かな記録からは、ヒクソス（第15王朝）に仕えたエジプト人官僚の存在が明らかとなっており、またヒクソスがエジプト文化を特に排斥した形跡も見つかっていない。むしろ逆にエジプトの伝統を数多く導入しており、王名もエジプト式にカルトゥーシュに囲んで表記された。ヒクソスと同時代に彼らの支配地に生きたエジプト人の多くは、それほど強く「異民族支配」を意識することは無かったとも言われている。

## 政治

### 王権
第15王朝の統治者の名前、順序、統治期間、さらには総数さえも完全には解明されていない。ヒクソス支配の終焉後、その王たちはエジプトの正当な統治者とはみなされず、ほとんどの王名リストから除外された。断片的なトリノ王名表には6人のヒクソス王が記載されているが、最後の王カムディの名前のみが残っている。マネトーのさまざまな要約にも6人の名前が残っているが、トリノ王名表や他の資料をマネトの著述する名前と一致させることは困難である。しかし、アペピ/アポフィスという名前は複数の資料に登場している。
その他の様々な考古学的資料にもヒクソスの称号を持つ統治者の名前が記載されているが、その殆どは単一の史料からしか確認されていない。ライホルトは碑文から知られるキアンとサキル・ハルをこの王朝と関連付けている。キアンの息子ヤナスイの名前もテル・エル・ダブアの出土品から確認されている。最もよく記録されている2人の王はキアンとアぺピである。学者たちは一般に、アペピとカムディが王朝の最後の2人の王であることに同意しており、アペピは第17王朝のファラオ、カーメスとアフメス1世と同時代の人物として記録されている。ライホルトはヤナシは王ではなく、キアンがアペピの先代の王であったと主張しているが、それ以外の学者はキアン、ヤナシ、アペピ、カムディの継承順であったと考えている。初期の統治者については合意が得られていない。シュナイダー、ライホルト、ビータクは、サキル・ハルが最初の王であったと提案している。
最近の考古学的発見により、キアンは実際には第13王朝のファラオ、セベクヘテプ4世と同時代人であった可能性があり、ヒクソス時代初期の統治者であった可能性があることが示唆され、年代を再構築する必要がある可能性も生じている。
トリノ王名表の断片や他の資料から、ヒクソスの統治者であった可能性のある王の名が立証されている。ライホルトによれば、トリノ王名表で知られるセムケン王とアペル・アナティ王は初期のヒクソスの統治者であった可能性があるが、ベッケラートはこれらの王を第16王朝に割り当てている。多数のスカラベ印章から知られるシェシは多くの学者によってヒクソスの王であると信じられているが、ライホルトはこの王を第14王朝に割り当てている。ビータクは、ヤコブヘルとして記録されている王も第15王朝のヒクソスの王であった可能性があると提唱している。ビータクは、スカラベに記録されている他の王の多くはヒクソスの家臣の王であった可能性があると示唆している。

## 宗教
「ヒクソス」を含むアジア人の移住者達は、シリア・パレスチナ系の神々をエジプトに持ち込んだ。代表的なものは北シリア地方の嵐の神で船乗りの守護神であったバアル・ゼフォンである。この神がエジプトの嵐の神セトと同一視されたため、元来上エジプトの神であったセト神が下エジプト東部で強い崇拝を受けることになった。
ヒクソスの拠点となったアヴァリスでは、第14王朝時代にセト神が主神となった。このことは第14王朝の王ネヘシに対する修辞の1つに「フト・ウアレト（アヴァリス）の主、セト神に愛されし者」という表現があることから知られる。
葬制についてはより顕著にシリア・パレスチナの影響を見ることができる。というのは、この時期のアジア系の人物の墓では頭を北に、顔を東に向けるという伝統的なエジプトの埋葬法とは異なり、死者の頭を南にして顔を東に向けるという埋葬法が取られており、墓にはシリア・パレスチナ風にロバが副葬されているのである。